# کستا مازناگا
کستا مازناگا (به ایتالیایی: Costa Masnaga) یک کومونه در ایتالیا است که در استان لکو واقع شده‌است. کستا مازناگا ۵٫۶ کیلومتر مربع مساحت و ۴٬۷۷۳ نفر جمعیت دارد و ۳۱۸ متر بالاتر از سطح دریا واقع شده‌است.

## خواهرخوانده
شهر کلانمل خواهرخواندهٔ کستا مازناگا هست.